# Eucalyptus approximans
Eucalyptus approximans är en myrtenväxtart som beskrevs av Joseph Henry Maiden. Eucalyptus approximans ingår i släktet Eucalyptus och familjen myrtenväxter. Inga underarter finns listade i Catalogue of Life.